# Miloudi Moukharik
Miloudi Moukharik (ميلودي موخاريق), né en 1950 à Casablanca, est un syndicaliste marocain. 
Il est depuis décembre 2010 secrétaire général de l'Union marocaine du travail (UMT), la plus ancienne centrale syndicale du pays, où il succède à son chef historique, Mahjoub Ben Seddik, à la tête de l'organisation depuis sa création en 1956, jusqu’à sa mort en septembre 2010.

## Biographie
Miloudi Moukharik s'est engagé dans le mouvement syndical dès 1975, en créant la Fédération nationale de la formation professionnelle, avant de devenir petit à petit le bras droit de Mahjoub Ben Seddik.